# 로건 폴
로건 폴(Logan Paul, 1995년 4월 1일~)은 미국의 유튜버이다. 현재 WWE에 소속되어 프로레슬링 선수로서 활동하고 있다. 2018년부터 팟캐스트 Impaulsive를 운영하고 있고, 2022년 기준 유튜브에서 2,300만 명이 넘는 구독자를 보유하고 있다.
폴은 2013년에 바인에 동영상을 올리면서 인기를 얻기 시작했다. 이후 TV 프로그램 성범죄수사대: SVU와 Bizaardvark에 게스트로 출연했고, 영화 The Thinning(2016)과 The Thinning: New World Order(2018)에서 연기했다. 2016년에 데뷔 싱글 "2016"을 발매했고, 2018년에 유튜버 KSI와 아마추어 복싱 경기를 펼쳤다. 2017년에 아오키가하라를 방문해 자살자를 촬영하고 이를 자신의 유튜브 채널에 업로드하는 등 여러 논란에 휘말렸다.

## 생애
폴은 1995년 4월 1일에 오하이오주 웨스트레이크에서 태어났고, 웨스트레이크 고등학교에 다녔다. 2012년에 <더 플레인 딜러>의 미식축구 수비 올스타 팀에 선정되었고, 오하이오 고등학교 운동 협회 2013 디비전 I 레슬링 개인 선수권 대회에서 5위를 기록했다.

## 엔터테인먼트 경력

### 2015-2017: 유튜브 초기
폴은 오하이오 대학교에서 산업공학을 공부하며 바인에서 인기를 얻었다. 전업 엔터테이너가 되기 위해 2014년에 대학을 중퇴한 후 로스앤젤레스로 이사 갔다. 2015년에 6초짜리 동영상으로 수만 달러의 광고 수익을 올리며 바인에서 가장 영향력 있는 인물 10위에 올랐고, 성범죄수사대: SVU에 출연했다.
2016년에 스티처스와 영화 The Thinning에 출연했고, 컴캐스트에게 웹 시리즈 Logan Paul Vs를 팔았다. 성인 코미디 영화 Airplane Mode의 각본을 썼고, 이는 2019년에 상영되었다.

### 2018-현재: 팟캐스트
폴은 2018년에 팟캐스트 Impaulsive를 시작했다.

## 복싱 경력
폴은 2018년에 아마추어 경기에서 유튜버 KSI와 싸웠고, 경기는 과반수 무승부로 끝났다.

## 논란

### 자살 숲 논란
폴은 2017년 12월 31일에 "자살 숲"으로 알려진 일본 아오키가하라에서 목을 매 숨진 남성의 시신을 촬영한 브이로그를 자신의 유튜브 채널에 올렸다. 연예인들과 정치인들은 시체를 촬영한 영상과 이에 대한 그의 일행의 반응을 비판했다. 그는 거리 한복판에서 바지를 벗고 지나가는 시민들에게 거대한 몬스터볼을 던지는 등 다른 잘못된 행동으로도 비난 받았다.
반발이 거세지자 폴은 해당 동영상을 삭제한 후 2018년 1월 1일에 트위터에 사과문을 게재했다. 유튜브는 9일에 그의 영상을 비난하는 성명을 발표했다.

### 기타 논란
폴은 2017년에 힙합 그룹 플로봇의 노래 "Handlebars"를 샘플링한 싱글 "No Handlebars"를 발매했다. 멤버 제이미 로리는 노래의 성차별적인 가사와 무단 샘플링을 비난했고, 디스 트랙 "Handle Your Bars"를 발매했다. 플로봇이 2019년에 저작권 침해로 그를 고소하자 영상을 삭제했다.
폴이 죽은 쥐에게 테이저를 쏘는 영상을 올리고 트위터에서 세제 캡슐을 먹는 것에 대해 농담하자, 유튜브는 2018년 2월 9일에 그의 채널에 광고를 게재하는 것을 중단했다. 26일에 광고 기능이 복원되었으나, 그의 채널의 콘텐츠는 90일 동안 유튜브의 트렌딩 탭에 오를 수 없었다.

## 복싱 기록

### 프로
| 1경기       | 0승 | 1패 |
| ----------- | --- | --- |
| 녹아웃 기준 | 0   | 0   |
| 판정 기준   | 0   | 1   |

### 아마추어
| 1경기  | 0승 | 0패 |
| ------ | --- | --- |
| 무승부 | 1   | 1   |

## 페이퍼뷰 경기

### 미국
| # | 날짜            | 경기            | 제목                                    | 판매량    | 네트워크 | 수익        |
| - | --------------- | --------------- | --------------------------------------- | --------- | -------- | ----------- |
| 1 | 2018년 8월 25일 | KSI vs. 폴      | Biggest Amateur Boxing Match in History | 1,300,000 | 유튜브   | $13,000,000 |
| 2 | 2021년 6월 6일  | 메이워더 vs. 폴 | Bragging Rights                         | 1,000,000 | 쇼타임   | $50,000,000 |

### 영국
| # | 날짜            | 경기          | 판매량  | 네트워크           |
| - | --------------- | ------------- | ------- | ------------------ |
| 1 | 2019년 11월 9일 | KSI vs. 폴 II | 216,000 | 스카이 박스 오피스 |

## 프로레슬링

### WWE
- WWE 유나이티드 스테이츠 챔피언 1회

## 출연 작품

### 영화
| 연도 | 제목                          | 역할          | 각주   |
| ---- | ----------------------------- | ------------- | ------ |
| 2016 | The Thinning                  | 블레이크 레딩 | [ 19 ] |
| 2017 | Can't Take It Back            | 클린트 플롯킨 |        |
| 2017 | Where's the Money             | 에디          | [ 20 ] |
| 2018 | The Thinning: New World Order | 블레이크 레딩 |        |
| 2019 | Airplane Mode                 | 본인          | [ 21 ] |
| 2020 | Valley Girl                   | 미키 보언     |        |

### TV
| 연도 | 제목              | 역할        | 비고                                                            | 각주   |
| ---- | ----------------- | ----------- | --------------------------------------------------------------- | ------ |
| 2015 | 성범죄수사대: SVU | 라이언      | 게스트; 에피소드 "Intimidation Game"                            | [ 22 ] |
| 2016 | 스티처스          | 테오 엔겔슨 | 에피소드 "The Two Deaths of Jamie B." & "The One That Got Away" | [ 23 ] |
| 2016 | Bizaardvark       | 커크        | 게스트; 에피소드 "The First Law of Dirk"                        |        |
| 2017 | 지미 키멀 라이브! | 본인        | 게스트                                                          | [ 24 ] |
| 2021 | The Masked Singer | 본인        | Grandpa Monster                                                 |        |
| 2021 | Ridiculousness    | 본인        | 시즌 19 에피소드 42                                             |        |

### 웹 예능
| 연도    | 제목                | 역할        | 비고                                    | 각주   |
| ------- | ------------------- | ----------- | --------------------------------------- | ------ |
| 2016–18 | Logan Paul Vs       | 본인        | 유튜브 프리미엄 한정; 2018년 1월에 중단 | [ 25 ] |
| 2016–17 | Foursome            | 알렉 픽슬러 | 유튜브 프리미엄 한정; 시즌 1-3 주연     | [ 26 ] |
| 2021    | The Creator Games 3 | 본인        | 유튜브 프리미엄 한정                    | [ 27 ] |

### 팟캐스트
| 연도      | 제목       | 역할   | 각주   |
| --------- | ---------- | ------ | ------ |
| 2018–현재 | Impaulsive | 호스트 | [ 28 ] |

## 음반 목록

### 싱글
| 제목                                                                               | 연도 | 최고 차트 순위 | 인증                        |
| 제목                                                                               | 연도 | AUS            | 인증                        |
| ---------------------------------------------------------------------------------- | ---- | -------------- | --------------------------- |
| "2016"                                                                             | 2016 | —              |                             |
| "The Song of the Summer" (with Seven Bucks featuring Desiigner & David Hasselhoff) | 2017 | —              |                             |
| "Help Me Help You" (featuring Why Don't We)                                        | 2017 | 90             | - RIAA: 플래티넘 - MC: 골드 |
| "Outta My Hair"                                                                    | 2017 | —              |                             |
| "No Handlebars"                                                                    | 2017 | —              |                             |
| "Santa Diss Track"                                                                 | 2017 | —              |                             |
| "The Number Song"                                                                  | 2018 | —              |                             |
| "Going Broke"                                                                      | 2020 | —              |                             |
| "2020"                                                                             | 2020 | —              |                             |

## 수상 및 후보
| 시상식            | 연도 | 부문                 | 후보                      | 결과 | 각주   |
| ----------------- | ---- | -------------------- | ------------------------- | ---- | ------ |
| 쇼티 어워드       | 2014 | 올해의 바인          | "That was a close one..." | 후보 | [ 32 ] |
| 쇼티 어워드       | 2014 | 바이네오그래퍼       | 본인                      | 후보 | [ 32 ] |
| 쇼티 어워드       | 2015 | 바인 코미디언        | 본인                      | 후보 | [ 33 ] |
| 스트리미 어워드   | 2014 | 바인 코미디언        | 본인                      | 후보 | [ 34 ] |
| 스트리미 어워드   | 2015 | 쇼트 폼 코미디       | 본인                      | 수상 | [ 35 ] |
| 스트리미 어워드   | 2016 | 앙상블 캐스트        | Foursome                  | 후보 | [ 36 ] |
| 스트리미 어워드   | 2016 | 코미디               | 본인                      | 후보 | [ 36 ] |
| 스트리미 어워드   | 2017 | 올해의 크리에이터    | 본인                      | 후보 | [ 37 ] |
| 스트리미 어워드   | 2017 | 스토리텔러           | 본인                      | 후보 | [ 37 ] |
| 스트리미 어워드   | 2017 | 논픽션 시리즈        | Logan Paul Vs             | 후보 | [ 37 ] |
| 스트리미 어워드   | 2017 | 드라마에서의 연기    | The Thinning에서의 역할   | 후보 | [ 37 ] |
| 스트리미 어워드   | 2019 | 팟캐스트             | Impaulsive                | 수상 | [ 38 ] |
| 스트리미 어워드   | 2020 | 팟캐스트             | Impaulsive                | 후보 | [ 39 ] |
| 스트리미 어워드   | 2020 | 퍼스트 퍼슨          | 본인                      | 후보 | [ 39 ] |
| 스트리미 어워드   | 2021 | 팟캐스트             | Impaulsive                | 후보 | [ 40 ] |
| 틴 초이스 어워드  | 2017 | 초이스 남성 웹스타   | 본인                      | 수상 | [ 41 ] |
| 틴 초이스 어워드  | 2017 | 초이스 코미디 웹스타 | 본인                      | 수상 | [ 41 ] |
| 틴 초이스 어워드  | 2017 | 초이스 유튜버        | 본인                      | 후보 | [ 42 ] |
| 더 링 연말 어워드 | 2019 | 올해의 이벤트        | "KSI vs. Logan Paul II"   | 후보 | [ 43 ] |

### 기록
| 출판사           | 연도 | 세계 기록                        | 기록 상태 | 각주   |
| ---------------- | ---- | -------------------------------- | --------- | ------ |
| 기네스 세계 기록 | 2022 | 가장 비싼 포켓몬스터 카드 구매자 | 기록      | [ 44 ] |